# Biomechanical Toy
Biomechanical Toy è un videogioco arcade sviluppato nel 1995 dalla software house spagnola Zeus Software.

## Trama
Il protagonista, Inguz, deve recuperare il pendolo magico rubato dal criminale Scrubby.

## Modalità di gioco
Biomechanical Toy è considerato un precursore di Metal Slug (1996) per la sua modalità di gioco. Al termine di ogni livello è presente un boss.